# Grand Prix automobile de Turquie 2007
GP précédent GP suivant
Le Grand Prix automobile de Turquie 2007 (2007 Formula 1 Petrol Ofisi Turkish Grand Prix), disputé sur le circuit d'Istanbul Park à Istanbul le 26 août 2007 est la 780e épreuve du championnat du monde de Formule 1 courue depuis 1950 et la douzième manche du championnat 2007.

## Essais libres

### Vendredi matin
| Pos. | Pilote            | Voiture          | Chrono         | Écart     |
| ---- | ----------------- | ---------------- | -------------- | --------- |
| 1    | Kimi Räikkönen    | Ferrari          | 1 min 27 s 988 |           |
| 2    | Felipe Massa      | Ferrari          | 1 min 28 s 391 | + 0 s 403 |
| 3    | Fernando Alonso   | McLaren-Mercedes | 1 min 28 s 222 | + 1 s 234 |
| 4    | Lewis Hamilton    | McLaren-Mercedes | 1 min 28 s 261 | + 1 s 273 |
| 5    | Heikki Kovalainen | Renault          | 1 min 29 s 346 | + 1 s 358 |
| 6    | Nico Rosberg      | Williams-Toyota  | 1 min 29 s 403 | + 1 s 415 |

### Vendredi après-midi
| Pos. | Pilote          | Voiture          | Chrono         | Écart     |
| ---- | --------------- | ---------------- | -------------- | --------- |
| 1    | Lewis Hamilton  | McLaren-Mercedes | 1 min 28 s 469 |           |
| 2    | Kimi Räikkönen  | Ferrari          | 1 min 28 s 762 | + 0 s 293 |
| 3    | Ralf Schumacher | Toyota           | 1 min 28 s 773 | + 0 s 304 |
| 4    | Jarno Trulli    | Toyota           | 1 min 28 s 874 | + 0 s 405 |
| 5    | Felipe Massa    | Ferrari          | 1 min 28 s 884 | + 0 s 415 |
| 6    | Fernando Alonso | McLaren-Mercedes | 1 min 28 s 947 | + 0 s 478 |

### Samedi matin
| Pos. | Pilote          | Voiture          | Chrono         | Écart     |
| ---- | --------------- | ---------------- | -------------- | --------- |
| 1    | Lewis Hamilton  | McLaren-Mercedes | 1 min 27 s 325 |           |
| 2    | Felipe Massa    | Ferrari          | 1 min 27 s 366 | + 0 s 041 |
| 3    | Kimi Räikkönen  | Ferrari          | 1 min 27 s 506 | + 0 s 181 |
| 4    | Fernando Alonso | McLaren-Mercedes | 1 min 27 s 743 | + 0 s 418 |
| 5    | Nico Rosberg    | Williams-Toyota  | 1 min 28 s 058 | + 0 s 731 |
| 6    | Nick Heidfeld   | BMW Sauber       | 1 min 28 s 184 | + 0 s 859 |

## Grille de départ

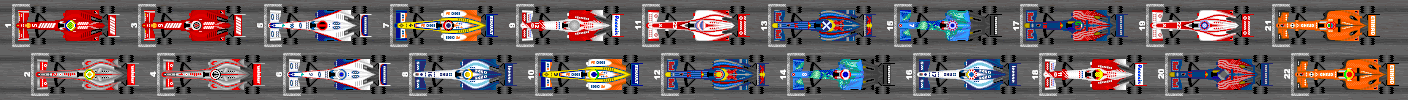
La grille de départ du Grand Prix

| Pos. | Pilote               | Écurie             | Qualifications 1 | Qualifications 2 | Qualifications 3 |
| ---- | -------------------- | ------------------ | ---------------- | ---------------- | ---------------- |
| 1    | Felipe Massa         | Ferrari            | 1 min 27 s 488   | 1 min 27 s 039   | 1 min 27 s 329   |
| 2    | Lewis Hamilton       | McLaren-Mercedes   | 1 min 27 s 513   | 1 min 26 s 936   | 1 min 27 s 373   |
| 3    | Kimi Räikkönen       | Ferrari            | 1 min 27 s 294   | 1 min 26 s 902   | 1 min 27 s 546   |
| 4    | Fernando Alonso      | McLaren-Mercedes   | 1 min 27 s 328   | 1 min 26 s 841   | 1 min 27 s 574   |
| 5    | Robert Kubica        | BMW Sauber         | 1 min 27 s 997   | 1 min 27 s 253   | 1 min 27 s 722   |
| 6    | Nick Heidfeld        | BMW Sauber         | 1 min 28 s 099   | 1 min 27 s 253   | 1 min 28 s 037   |
| 7    | Heikki Kovalainen    | Renault            | 1 min 28 s 127   | 1 min 27 s 784   | 1 min 28 s 491   |
| 8    | Nico Rosberg         | Williams-Toyota    | 1 min 28 s 275   | 1 min 27 s 750   | 1 min 28 s 501   |
| 9    | Jarno Trulli         | Toyota             | 1 min 28 s 318   | 1 min 27 s 801   | 1 min 28 s 740   |
| 10   | Giancarlo Fisichella | Renault            | 1 min 28 s 313   | 1 min 27 s 880   | 1 min 29 s 322   |
| 11   | Anthony Davidson     | Super Aguri-Honda  | 1 min 28 s 304   | 1 min 28 s 002   |                  |
| 12   | Mark Webber          | Red Bull-Renault   | 1 min 28 s 500   | 1 min 28 s 013   |                  |
| 13   | David Coulthard      | Red Bull-Renault   | 1 min 28 s 395   | 1 min 28 s 100   |                  |
| 14   | Rubens Barrichello   | Honda              | 1 min 28 s 792   | 1 min 28 s 188   |                  |
| 15   | Jenson Button        | Honda              | 1 min 28 s 373   | 1 min 28 s 220   |                  |
| 16   | Alexander Wurz       | Williams-Toyota    | 1 min 28 s 360   | 1 min 28 s 390   |                  |
| 17   | Vitantonio Liuzzi    | Toro Rosso-Ferrari | 1 min 28 s 798   |                  |                  |
| 18   | Ralf Schumacher      | Toyota             | 1 min 28 s 809   |                  |                  |
| 19   | Takuma Satō          | Super Aguri-Honda  | 1 min 28 s 953   |                  |                  |
| 20   | Sebastian Vettel     | Toro Rosso-Ferrari | 1 min 29 s 408   |                  |                  |
| 21   | Adrian Sutil         | Spyker-Ferrari     | 1 min 29 s 861   |                  |                  |
| 22   | Sakon Yamamoto       | Spyker-Ferrari     | 1 min 31 s 479   |                  |                  |

## Course

### Déroulement de l'épreuve
Les Ferrari, en pneus tendres, réussissent un bon départ puisque Massa conserve l'avantage que lui procure sa pole position tandis que Räikkönen, 3e au départ, prend le meilleur sur Hamilton en pneus durs. Alonso quant à lui perd deux places en étant doublé par les deux BMW Sauber de Kubica et Heidfeld. 
Alonso n'est pas dans le rythme, ce qui laisse penser (à tort) qu'il embarque beaucoup d'essence tandis qu'Hamilton, leader du championnat, tente de suivre le rythme imposé par les Ferrari qui sont un ton au-dessus des McLaren. Kimi Räikkönen fait tout son possible pour s'imposer, comme en 2005, allant jusqu'à placer le nez de sa monoplace dans les pots d'échappement de son coéquipier lorsque celui-ci commet une faute dans le virage 9. La tentative de dépassement est compromise par la Spyker de Sutil qui laisse passer Massa en fin de ligne droite et Räikkönen dans le virage, condamnant de fait tout retour du Finlandais sur le Brésilien.
À 16 tours de l'arrivée, le pneu avant droit d'Hamilton éclate, obligeant l'Anglais à un passage par les stands qui le rétrograde en cinquième place derrière Heidfeld et Alonso. Kovalainen réalise une course solide sur une Renault assez proche des BMW. Après avoir mené la course au 21e tour, il cherche, sans succès, à revenir sur Lewis Hamilton en fin de course et termine à la sixième place, Rosberg et Kubica complétant le top 8.

### Classement de la course
| Pos. | no | Pilote               | Écurie             | Tours | Temps/Abandon                      | Grille | Points |
| ---- | -- | -------------------- | ------------------ | ----- | ---------------------------------- | ------ | ------ |
| 1    | 5  | Felipe Massa         | Ferrari            | 58    | 1 h 26 min 42 s 161 (214,108 km/h) | 1      | 10     |
| 2    | 6  | Kimi Räikkönen       | Ferrari            | 58    | +2 s 275                           | 3      | 8      |
| 3    | 1  | Fernando Alonso      | McLaren-Mercedes   | 58    | +26 s 181                          | 4      | 6      |
| 4    | 9  | Nick Heidfeld        | BMW Sauber         | 58    | +39 s 674                          | 6      | 5      |
| 5    | 2  | Lewis Hamilton       | McLaren-Mercedes   | 58    | +45 s 085                          | 2      | 4      |
| 6    | 4  | Heikki Kovalainen    | Renault            | 58    | +46 s 169                          | 7      | 3      |
| 7    | 16 | Nico Rosberg         | Williams-Toyota    | 58    | +55 s 778                          | 8      | 2      |
| 8    | 10 | Robert Kubica        | BMW Sauber         | 58    | +56 s 707                          | 5      | 1      |
| 9    | 3  | Giancarlo Fisichella | Renault            | 58    | +59 s 491                          | 10     |        |
| 10   | 14 | David Coulthard      | Red Bull-Renault   | 58    | +1 min 11 s 009                    | 13     |        |
| 11   | 17 | Alexander Wurz       | Williams-Toyota    | 58    | +1 min 19 s 628                    | 14     |        |
| 12   | 11 | Ralf Schumacher      | Toyota             | 57    | +1 tour                            | 16     |        |
| 13   | 7  | Jenson Button        | Honda              | 57    | +1 tour                            | 21     |        |
| 14   | 23 | Anthony Davidson     | Super Aguri-Honda  | 57    | +1 tour                            | 11     |        |
| 15   | 18 | Vitantonio Liuzzi    | Toro Rosso-Ferrari | 57    | +1 tour                            | 15     |        |
| 16   | 12 | Jarno Trulli         | Toyota             | 57    | +1 tour                            | 9      |        |
| 17   | 8  | Rubens Barrichello   | Honda              | 57    | +1 tour                            | 22     |        |
| 18   | 22 | Takuma Satō          | Super Aguri-Honda  | 57    | +1 tour                            | 17     |        |
| 19   | 19 | Sebastian Vettel     | Toro Rosso-Ferrari | 57    | +1 tour                            | 18     |        |
| 20   | 21 | Sakon Yamamoto       | Spyker-Ferrari     | 56    | +2 tours                           | 20     |        |
| 21   | 20 | Adrian Sutil         | Spyker-Ferrari     | 53    | Pression d'essence                 | 19     |        |
| Abd. | 15 | Mark Webber          | Red Bull-Renault   | 9     | Hydraulique                        | 12     |        |

### Pole position et record du tour
- Pole position :  Felipe Massa (Ferrari) en 1 min 27 s 329 (vitesse moyenne : 220,051 km/h). Le meilleur temps des qualifications a quant à lui été établi par Alonso lors de la Q2 en 1 min 26 s 841[6].
- Meilleur tour en course :  Kimi Räikkönen (Ferrari) en 1 min 27 s 295 au 57e tour (vitesse moyenne : 220,136 km/h)[7].

### Tours en tête
- Felipe Massa (Ferrari) : 55 tours (1-19 / 22-42 / 44-58)
- Lewis Hamilton (McLaren-Mercedes) : 1 tour (20)
- Heikki Kovalainen (Renault) : 1 tour (21)
- Fernando Alonso (McLaren-Mercedes) : 1 tour (43)[8].

## Classements généraux à l'issue de la course
| Pos. | Pilote               | Écurie            | Points |
| ---- | -------------------- | ----------------- | ------ |
| 1    | Lewis Hamilton       | McLaren-Mercedes  | 84     |
| 2    | Fernando Alonso      | McLaren-Mercedes  | 79     |
| 3    | Felipe Massa         | Ferrari           | 69     |
| 4    | Kimi Räikkönen       | Ferrari           | 68     |
| 5    | Nick Heidfeld        | BMW Sauber        | 47     |
| 6    | Robert Kubica        | BMW Sauber        | 29     |
| 7    | Heikki Kovalainen    | Renault           | 19     |
| 8    | Giancarlo Fisichella | Renault           | 17     |
| 9    | Alexander Wurz       | Williams-Toyota   | 13     |
| 10   | Nico Rosberg         | Williams-Toyota   | 9      |
| 11   | David Coulthard      | Red Bull-Renault  | 8      |
| 12   | Mark Webber          | Red Bull-Renault  | 8      |
| 13   | Jarno Trulli         | Toyota            | 7      |
| 14   | Ralf Schumacher      | Toyota            | 5      |
| 15   | Takuma Satō          | Super Aguri-Honda | 4      |
| 16   | Sebastian Vettel     | BMW Sauber        | 1      |
| 17   | Jenson Button        | Honda             | 1      |

| Pos. | Écurie            | Points |
| ---- | ----------------- | ------ |
| 1    | McLaren-Mercedes  | 148    |
| 2    | Ferrari           | 137    |
| 3    | BMW Sauber        | 77     |
| 4    | Renault           | 36     |
| 5    | Williams-Toyota   | 22     |
| 6    | Red Bull-Renault  | 16     |
| 7    | Toyota            | 12     |
| 8    | Super Aguri-Honda | 4      |
| 9    | Honda             | 1      |

À la suite de l'affaire d'espionnage, les points de l'écurie McLaren seront rétroactivement supprimés le 13 septembre 2007 par décision du Conseil Mondial de la FIA.

## Statistiques
Le Grand Prix de Turquie 2007 représente :
- la 5e victoire de sa carrière pour Felipe Massa[10] ;
- la 8e pole position de sa carrière pour Felipe Massa[11] ;
- la 198e victoire pour Ferrari en tant que constructeur[12] ;
- la 198e victoire pour Ferrari en tant que motoriste[13] ;
- le 74e doublé pour Ferrari[14] ;
- le 100e Grand Prix pour Toyota.

Au cours de ce Grand Prix :
- Kimi Räikkönen a réalisé un meilleur tour en course plus rapide que la pole position établie par son coéquipier Felipe Massa (1 min 27 s 295 au 57e tour contre 1 min 27 s 329).
- Felipe Massa, détenteur de la pole position et vainqueur de l'épreuve a raté le hat trick lorsque Kimi Räikkönen lui a ravi le meilleur tour en course lors de l'avant-dernière boucle du Grand Prix.
- À l'issue du GP de Turquie 2007, Fernando Alonso demeure le seul pilote à avoir inscrit des points lors de chacune des épreuves.
- À l'issue du GP de Turquie 2007, les quatre pilotes en tête au championnat du monde (Alonso, Hamilton, Raïkkonen et Massa) se partagent équitablement les victoires avec 3 victoires chacun en 12 épreuves.
- Geoff Willis, qui a rejoint Red Bull Technology au début de l’été, participe à Istanbul à son premier GP sous ses nouvelles couleurs. Ancien aérodynamicien chez Williams (de 1991 à 2001), puis directeur technique en 2002 chez BAR devenue Honda Racing F1 Team, Willis occupe ce même poste désormais chez Red Bull Technology.